# José María Lassalle
José María Lassalle Ruiz, né le 23 octobre 1966 à Santander, est un homme politique espagnol membre du Parti populaire (PP).
Élu député de la circonscription de Cantabrie à de nombreuses reprises, il a exercé les fonctions de secrétaire d'État à deux reprises sous les gouvernements de Mariano Rajoy.

## Biographie

### Profession
Il est docteur en droit de l'université de Cantabrie et est professeur d'université de 1996 à 2011.

### Carrière politique
Il est secrétaire d’État à la Culture de 2011 à 2016. Il est membre du comité exécutif national du Parti populaire depuis 2004. Il a été député au Parlement de Cantabrie pendant trois législatures.
Le 14 mars 2004, il est élu député de Cantabrie au Congrès des députés et réélu en 2008, 2011, 2015 et 2016.
Le 18 novembre 2016, il est nommé secrétaire d'État chargé de la Société de l'information et du Numérique. En conséquence, il quitte son mandat de député et est remplacé par Diego Movellán Lombilla.